# Amakusanthura paramagnifica
Amakusanthura paramagnifica là một loài chân đều trong họ Anthuridae. Loài này được Müller miêu tả khoa học năm 1992.